# Буженинова, Авдотья Ивановна
Авдо́тья (Евдоки́я) Ива́новна Бужени́нова (1710—1742) — придворная шутиха при дворе императрицы Анны Иоанновны. По разным источникам, была калмычкой или камчадалкой. Фамилия шутихи была прозвищем, данным в честь любимого кулинарного блюда Анны Иоанновны — буженины или, по другим данным, потому, что от неё сильно пахло топлёным жиром, которым она намазывалась вместо мытья, как было принято у её народа.

## Биография
Родилась в 1710 году.
В 1740 году была выдана замуж за придворного шута Анны Иоанновны — князя М. А. Голицына, разжалованного в шуты за смену веры (будучи за границей, для женитьбы на итальянке — принял католичество). В честь шутовской свадьбы был устроен грандиозный карнавал, для чего на Неве изо льда был создан «Ледяной дворец».
В. А. Нащокин в своих «Записках» оставил описание этой свадьбы:

Да тогож 1740 году была куриозная свадьба. Женился князь Голицын, который тогда имел новую фамилию Квасник, для которой свадьбы собраны были всего государства разночинцы и разноязычники, самаго подлаго народа, то есть Вотяки, Мордва, Черемиса, Татары, Калмыки, Самоеды и их жёны, и прочие народы с Украины, и следующие стопам Бахусовым и Венериным, в подобном тому убранстве, и с криком для увеселения той свадьбы. А ехали мимо дворца. Жених с невестою сидел в сделанной нарочно клетке, поставленной на слоне, а прочий свадебной поезд вышеписанных народов, с принадлежащею каждому роду музыкалиею и разными игрушками, следовал на оленях, на собаках, на свиньях.

От брака Бужениновой и Михаила Алексеевича 24 ноября 1740 года родился третий сын князя, будущий майор Андрей Михайлович Голицын (1740-1777). В тот же год новая российская правительница, Анна Леопольдовна освободила Голицына и других шутов от их позорных обязанностей. Авдотья Ивановна умерла в 1742 году, при родах четвёртого сына князя — Алексея.